# 氣候變化對植物多樣性的影響

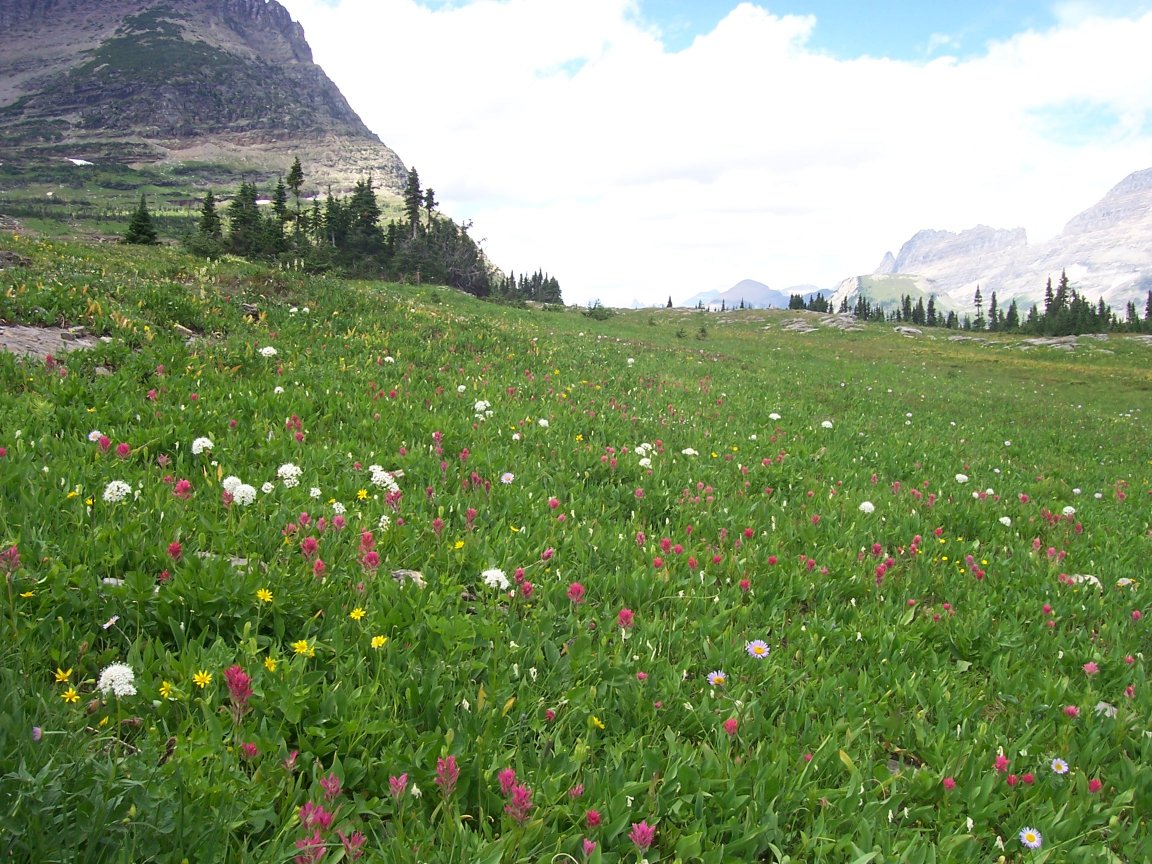
位於美國冰河國家公園羅根隘口的高山植物群落，預計將會高度受到氣候變化的衝擊。

地球生命的歷史與多個時空尺度的環境變化密切相關。氣候變化是長期天氣模式的平均變化，地球的局部、區域和全球氣候由此決定。這類變化具有廣泛且可觀測到的影響，這些影響與氣候變化的意思相同。氣候變化指的是任何預期的重大及長期的變化，無論源自自然變化或是由人類活動所造成。有許多電腦模型可用來預測氣候變化對植物多樣性的影響（英語：Effects of climate change on plant biodiversity），但最常使用的是生物氣候模型。
環境條件加上其他因素，在定義植物的功能和地理分佈（參見物種分佈）方面具有關鍵作用，它們可將生物多樣性模式改變。長期環境條件變化（可統稱為氣候變化）可對當前的植物多樣性模式產生巨大影響，此事已廣為人知，預計未來仍會產生進一步的影響。據預測，氣候變化仍將是驅動未來生物多樣性格局變動的主要因素之一。氣候變化被認為是導致目前人類引發的大規模滅絕事件的幾個因素之一，許多植物的分佈和豐度也因此發生改變。

## 遠古時期

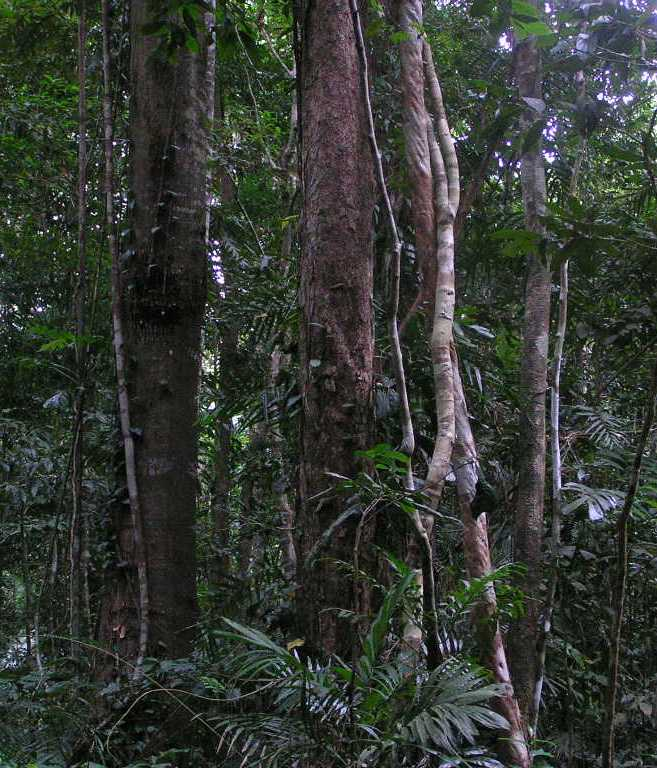
澳大利亞的雨林：此生態系統於近期地質時間內因氣候變化而發生覆蓋面積大幅縮減。

於前次末次冰盛期中全球植被的分佈狀況。

地球自從植物首次出現與進化以來，已經歷過經常變化的氣候。與現在相比，史上地球曾經過更冷、更暖、更乾燥、更濕潤和CO2（二氧化碳）濃度有過更高和更低的時期。而此類變化也反映在植被的變化上，例如於間冰期，森林群落在大部分地區占主導地位，而在冰期內則是草本植物群落佔主導地位。化石記錄顯示過去的氣候變化是物種形成和滅絕過程中的主要驅動力。最著名的例子是3.5億年前發生的石炭紀雨林崩潰事件，此一事件導致兩棲動物數量銳減，並刺激爬行動物進化。

## 現代背景
當前人們對近期人類活動造成的氣候變化（或稱全球暖化）產生極大的興趣，而將其作為研究重點，以確定氣候變化對目前生物多樣性的影響，並預測其於未來產生的影響。
與植物功能和分佈相關的氣候變化包括二氧化碳濃度增加、全球氣溫升高、降水模式改變以及極端天氣事件（如氣旋、野火或是風暴）模式的變化。而不同生物氣候變化模型會產生不同形式物種分佈的結果。
由於單一植物和物種只能在特定的環境條件下（理想情況是在其中的一個子集內）發揮生理功能，並成功完成其生命週期，因此氣候變化有對植物產生重大影響（從個體層面一直到生態系統或生物群系的層次）的可能。

### 二氧化碳的影響

於夏威夷茂納羅亞火山觀測站自1958年迄今測得的大氣中二氧化碳濃度記錄。

大氣中二氧化碳濃度在過去兩個世紀多以來一直呈穩定上升狀態。這種濃度升高會影響植物的光合作用，而提高植物的水分利用效率、增強光合作用能力並促進生長。二氧化碳增加與植被密度增加有關，繼而影響到植物群落結構與功能。根據環境不同，主要功能類型植物（例如C3類二氧化碳固定（C3類植物）和C4類二氧化碳固定（C4類植物））或是或多或少的木本植物對大氣中二氧化碳濃度升高的反應有所不同，而有可能改變這些群體之間的競爭狀況。二氧化碳增加也會導致植物葉子或葉子化學方面的碳-氮比增加，可能會將植食性動物的營養改變。研究顯示二氧化碳濃度加倍會增加C3類植物的光合作用，但不會增加C4類植物的。然而研究也顯示C4類植物比C3類植物有更佳的耐受乾旱的能力。

#### 氣溫產生的影響

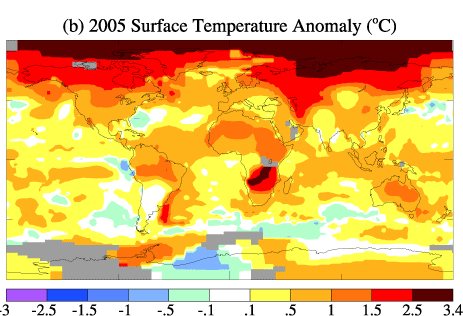
與1951年-1960年期間平均地表氣溫比較，於2005年呈現出的異常氣溫現象。

氣溫升高會讓多種生理過程（例如植物光合作用）的速率提高到上限（取決於植物的類型）。光合作用和其他生理過程的增加是由化學反應速率增加，以及氣溫每升高10°C，酶促產物轉化率會大約翻一倍所所驅動。 當抵達極端溫度，最終導致極端乾燥時反而對於植物有害。
科學家通常持有的假設是一個地區越溫暖，植物多樣性就越高。這個假設可在自然界中觀察到 - 通常某些緯度就因此有較高的植物多樣性（通常與特定的氣候/氣溫相關）。由於氣候變化，山地和雪地生態系統中的植物物種會面臨更大的棲息地破壞風險。預計氣候變化的影響在北半球山區會更嚴重。
而且溫室氣體排放數量持續上升，結果是地球現在比1800年代末期的平均氣溫已上升約1.1°C。過去十年（2011年-2020年）是有儀器測量氣溫記錄以來最熱的十年。許多人認為氣候變化主要就是氣溫升高。但氣溫上升只是相關故事的開端而已。因為地球本身已成為一個系統，一切事物均會相互連結，一個區域的變化會影響到其他的區域。氣候變化的後果在目前包括有嚴重乾旱、水資源短缺、嚴重野火、海平面上升、洪水、極地冰蓋融化、災難性風暴及生物多樣性下降。

#### 水產生的影響

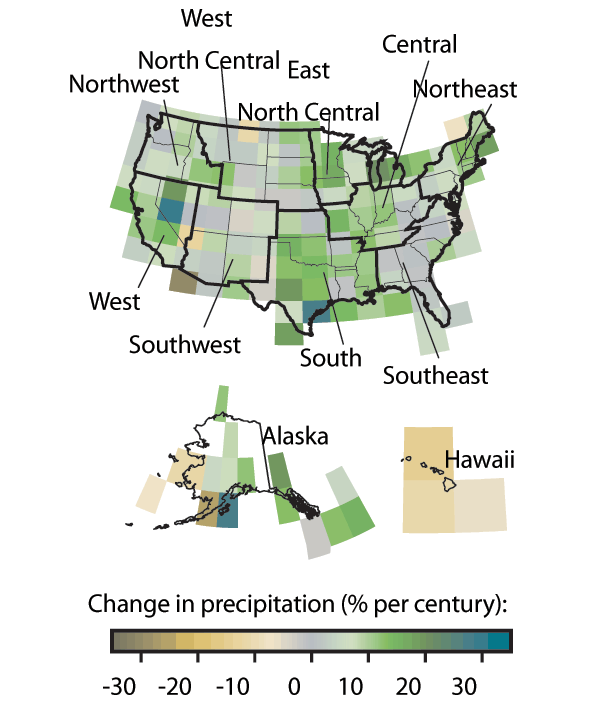
美國於1901年-2005年期間的降水趨勢變化，有些地區降雨增加，有些地區則滴雨未下。

由於水對於植物生長甚為重要，因此它在決定植物分佈方面具有關鍵作用。預計降水量的變化不會和氣溫變化一致，區域之間有甚大的差異，預計某些地區會變得更加濕潤，而另一些地區會變得更加乾燥。預計可用水量的變化與當地植物物種的生長速度和持續存在有直接關聯。
隨著降雨頻率持續減少和強度上升，導致水的可用性會直接影響到一個地區的土壤濕度。土壤濕度下降後將對植物的生長產生負面影響，並改變整個生態系統動態。植物不僅依賴生長季節中總降雨量，還依賴每次降雨事件的強度和數量。此外，氣候變化導致類似乾旱的情況更頻繁發生，會造成許多植物和樹木群落容易遭受野火侵襲，生存機率降低，多樣性也因而顯著下降。

#### 一般影響
環境變數並非個別獨立發揮作用，而會與其他壓力因素結合，例如棲息地退化、棲息地破壞以及引入可能具有入侵性的物種。有科學家認為這些導致生物多樣性變化的其他驅動因素將會與氣候變化協同作用，添加物種生存的壓力。預計地球的整體生態系統會因這些變化隨時間累積，而導致與今日大不相同的結果。如地中海型生態系統等生物多樣性較高的生態系統（生物多樣性熱點）所面臨的風險最大，對全球暖化造成的變化也具敏感性。

## 直接影響

### 分佈變化

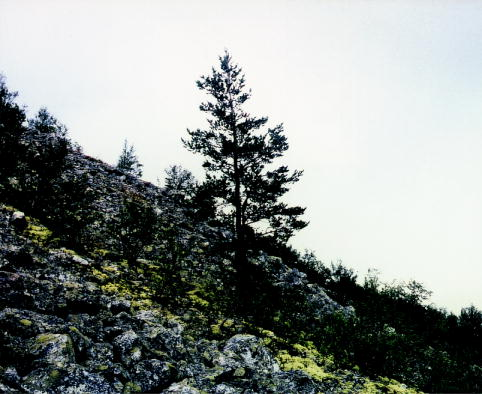
位於瑞典的Städjan-Nipfjället（自然保護區），松樹於1915-1974年期間的生長最高海拔已升高105米。

如果某個地區的氣溫、降水等氣候因素的變化超出物種表型可塑性的承受能力，將不可避免會導致此物種發生分佈變化。已有證據顯示植物物種為應對不斷變化的區域氣候，正在改變其於海拔和緯度的分佈範圍。然而，預測物種的分佈將如何因氣候影響而變化有其難度，並將這些影響與所有其他人為環境變化（例如優養化、酸雨和棲息地破壞）分開列出。
當前變化的快速步伐與過去報告中的植物物種遷移率相比，不僅會發生物種分佈變動，也會有許多物種無法遷移到它們所能適應地區的情況。某些物種（例如高山地區的）所需的環境條件可能會完全消失。因此很有可能是滅絕風險因此迅速增加。植物對於新條件的適應反應能力也非常重要。
然而預測植物物種的滅絕風險並不容易。例如對以往特定氣候快速變化時期的估計顯示某些地區的物種滅絕情況相對較少。科學界關於物種如何適應或在快速變化中如何維持生存的知識仍然相對有限。
現在很明顯的是因某些物種消失而停止提供服務，對人類而言非常危險。有些其具有的特徵，並非其他物種所能取代。
動物物種和植物種類受氣候變化影響後，其分佈範圍將會縮小。氣候變化會影響鳥類如越冬和繁殖地區。候鳥經歷長時間飛行後，將這類地區作為覓食和補充能量的地方。如果這些地區因氣候變化而消失，最終候鳥也會受到影響。
在上一個冰期，低地森林變得越來越小，每塊此類小區域變成以抗旱植物為主的島嶼。在此類小區域中也有很多依賴遮蔭的植物。例如根據一項於1999年於英國當地所做的研究，石灰質草原的動態會受到氣候因素的顯著影響。
植物物種棲息地的適宜性發生變化，不僅會改變物種生理上可耐受的區域，還會改變其與該區域內其他植物競爭的效率，因而驅動分佈變化。因此，群落組成的變化也將是氣候變化的結果。

### 生命週期變化
植物開花等物候事件的時間通常與氣溫等環境變數有關。因此，不斷變化的環境將會導致生命週期事件發生改變，並且根據記錄，有許多植物物種已發生這類變化。這些變化有可能導致物種之間發生生長週期異步，有將植物之間競爭作改變的可能。由於氣候變化造成這類步調不均勻和混亂的結果，昆蟲授粉者和植物種群最終都會因此滅絕。例如英國植物的開花時間發生變化，導致一年生植物比多年生植物提前開花（可能導致前者在資源與空間競爭上具有較高優勢），依賴昆蟲授粉植物比依賴風授粉植物提前開花（由於前者具有較高的氣溫變化敏感性），此類現象具有潛在的生態上後果。最近發表的一項研究利用美國19世紀作家兼博物學家亨利·大衛·梭羅記錄的數據來確認氣候變化對麻薩諸塞州康科德地區某些物種物候上的影響。另一個生命週期變化是冬季變暖，而會導致夏季降雨或夏季乾旱。

### 遺傳多樣性
物種多樣性和物種均勻性對於生態系統適應變化的速度和成效具有關鍵作用。更極端的天氣事件增加族群瓶頸的可能性，物種的遺傳多樣性將急劇下降。由於遺傳多樣性是生態系統演化的主要因素，當每個個體都與下一個個體相似，此種生態系統將更易於遭到消滅。缺乏基因突變和物種多樣性下降會大幅增加滅絕的可能性。
環境改變後會對植物造成壓力，加速其表型可塑性，導致物種變化比預期更快。這些可塑性反應將幫助植物應對快速變化的環境。了解本地物種如何響應環境而變化將有助於取得互利共生反應的結論。

## 間接影響
所有物種都可能直接受到上述環境條件變化的影響，也可能透過與其他物種的互動而間接受到影響。雖然直接影響較易預測和概念化，但在確定植物對氣候變化的反應方面，對間接影響的了解也同樣重要。直接受氣候變化影響，導致其分佈發生變化的物種可能會侵入另一個物種的棲地或是本身遭受侵害，例如引入新的競爭關係或改變碳截存（如北方針葉林向北極地區擴張，其碳截存的能力會擴大）等其他過程。
氣候變化造成的氣溫和降水影響可能會間接影響存在歐洲的某些植物群體。發生在不同河流氾濫平原的氣溫上升和降水不足，會將對洪水風險敏感的群體減少。
氣候變化會改變藥用植物生長地的環境條件，使其不再適於生長。
與植物根部相關的共生真菌（即菌根） 的分佈會因氣候變化而直接發生變化，繼而導致植物分佈發生變化。
當新的草種蔓延到一個地區，會將當地火情及物種組成做大幅改變。
病原體或寄生蟲可能會改變其與植物的相互作用，例如致病真菌在降雨量增加的地區變得更為普遍。
氣溫升高可能會讓植食性動物進一步擴展到高山地區，而顯著影響高山草地的組成。
自然和人類系統耦合，在廣泛空間和時間範圍內變化，通常被視為受到氣候變化的間接影響。在分析溢出效果時尤其如此（參見環境因素#Socioeconomic Drivers

## 更高層次的變化
不同植物物種會以相當不同的方式應對氣候變化 - 物種分佈、物候和豐度的變化將導致物種相對豐度及其相互作用中發生不可避免的變化。這些變化會持續影響生態系統的結構和功能。鳥類遷徙模式已顯示出較以前更快向南飛行和更快北返的模式，隨著時間演進，這可能會影響整個生態系統。如果鳥類提前離開，某些植物的授粉率將會降低。觀察鳥類遷徙更能證明氣候變化，這會導致植物的開花時間發生改變。
由於某些植物物種在氣候變暖的情況下處於劣勢，以其為食物的草食性昆蟲也可能會受打擊。氣溫將直接影響植物及以其為食昆蟲的多樣性、持續能力和生存。隨著這類昆蟲的減少，以這些昆蟲為食的物種數量也會減少。這一級聯事件將傷害我們的地球以及我們今天看待大自然的方式。

## 建模遇到的挑戰
準確預測氣候變化對植物多樣性的影響，對於制定保育策略非常重要。這些預測主要來自生物資訊策略，涉及對個體物種、物種群體（例如功能類型）、群落、生態系統或生物群系進行建模。也會涉及對物種觀察到的環境生態棲位或觀察到的生理過程進行建模。氣候變化速度也可列為建模中的因素。
雖然建模很有用，但有不少限制。首先是驅動氣候變化的溫室氣體排放的未來水平存在不確定性，且會如何影響氣候的其他方面（例如當地降雨或氣溫）時也存在很大的不確定性。對於大多數物種而言，特定氣候變數在定義分佈方面的重要性（例如最小降雨量或最高氣溫）尚不明確。我們也很難知道特定氣候變數的哪些方面與生物學最為相關，例如平均氣溫相對於最高或最低氣溫。物種之間的相互作用以及擴散率和擴散距離等生態過程本質上也很複雜，而導致預測變得更加複雜。
於研究領域中將模型改善的做法變得十分活躍，新模型試圖在預測分佈變化時考慮到物種的生活史特徵或遷移等過程等因素，但也認識到區域準確性和普遍性之間需要權衡與取捨。
預計氣候變化也會與導致生物多樣性變化的其他驅動因素發生相互作用，例如棲息地破壞和破碎化，或入侵物種的引入。這些威脅可能具有協同作用，而加快過去氣候快速變化時期的滅絕風險。我們延遲採取大規模氣候行動，為時越久，全球暖化和氣候變化就會成為一個更大的威脅。我們已經看到其對乾旱、颶風、野火和前所未有的高溫和低溫極端氣溫的影響，但現在將變化速度降低，並將其影響緩解，為時尚未算晚。

## 進一步閱讀
- Thomas Lovejoy; Lee Hannah. . TERI Press. 2006. ISBN 978-81-7993-084-7.
- Tim Flannery. . Grove/Atlantic Press. 2006. ISBN 978-0-8021-4292-4.

## 外部連結
- (2008) Government report on the effects of climate change on agriculture, land resources, water resources, and biodiversity in the United States.
- (2003) Summary report from an international conference on Global Climate Change and Biodiversity （页面存档备份，存于）, Joint Nature Conservation Committee
- (2008) Discussion on the future of modeling climate change impacts on plant species distributions. （页面存档备份，存于） on wilfried thuiller's website
- (2005) The Millennium Ecosystem Assessment, including discussion of the effects of climate change on biodiversity
- Global Change Biology - a scientific journal with articles relating to the interaction between global changes such as climate, and biological systems （页面存档备份，存于）
- (2011) After the birds vanish, the plants are next to go （页面存档备份，存于） - New Scientist
- Loarie, S. R.; Duffy, P. B.; Hamilton, H.; Asner, G. P.; Field, C. B.; Ackerly, D. D. . Nature. 2009, 462 (7276): 1052–1055. Bibcode:2009Natur.462.1052L. PMID 20033047. S2CID 4419902. doi:10.1038/nature08649.